# Friedrich Benjamin von Lütke

Fjodor Petrowitsch Lütke

Friedrich Benjamin von Lütke (russisch Фёдор Петрович Граф Литке, wiss. Transliteration Fëdor Petrovič Graf Litke; * 17. Septemberjul. / 28. September 1797greg. in Sankt Petersburg; † 8. Augustjul. / 20. August 1882greg. ebenda) war ein russischer Marineoffizier, Weltumsegler, Entdeckungsreisender und Schriftsteller deutsch-baltischer Abstammung.

## Leben
Friedrich Benjamin Lütke, dessen Großvater 1735 nach Russland eingewandert war, war das jüngste von fünf Kindern. Seine Mutter starb bei seiner Geburt. Mit zehn Jahren verlor er auch den Vater. Weder sein Onkel, in dessen Obhut er kam, noch sonst jemand kümmerte sich darauf um die Erziehung und Bildung des Jungen. Ein Marineoffizier, der seine Schwester heiratete, wurde für ihn schließlich zur Vaterfigur und weckte sein Interesse für die Seefahrt. Mit 17 Jahren bestand er die Abschlussprüfungen des Seekadettenkorps, nachdem er sich das nötige Wissen autodidaktisch angeeignet hatte.
1813 trat er als Freiwilliger in die Kaiserlich Russische Marine ein, welche bestimmt war, das von den Franzosen besetzte Danzig zu belagern, und wurde für seine Tapferkeit zum Midshipman ernannt. Er nahm von 1817 bis 1819 an der russischen Weltumsegelung unter Wassili Michailowitsch Golownin teil. Von 1821 bis 1824 leitete er eine Expedition in die russischen Küstengewässer in der Arktis mit dem Auftrag, Kamtschatka zu erforschen, und unternahm auch in den drei folgenden Jahren Forschungsreisen in die arktischen Gegenden, die namentlich Aufschluss über die Küsten Nowaja Semljas brachten. Seine Beschreibung der Viermaligen Reise ins Nördliche Eismeer wurde später in deutscher Sprache herausgegeben.

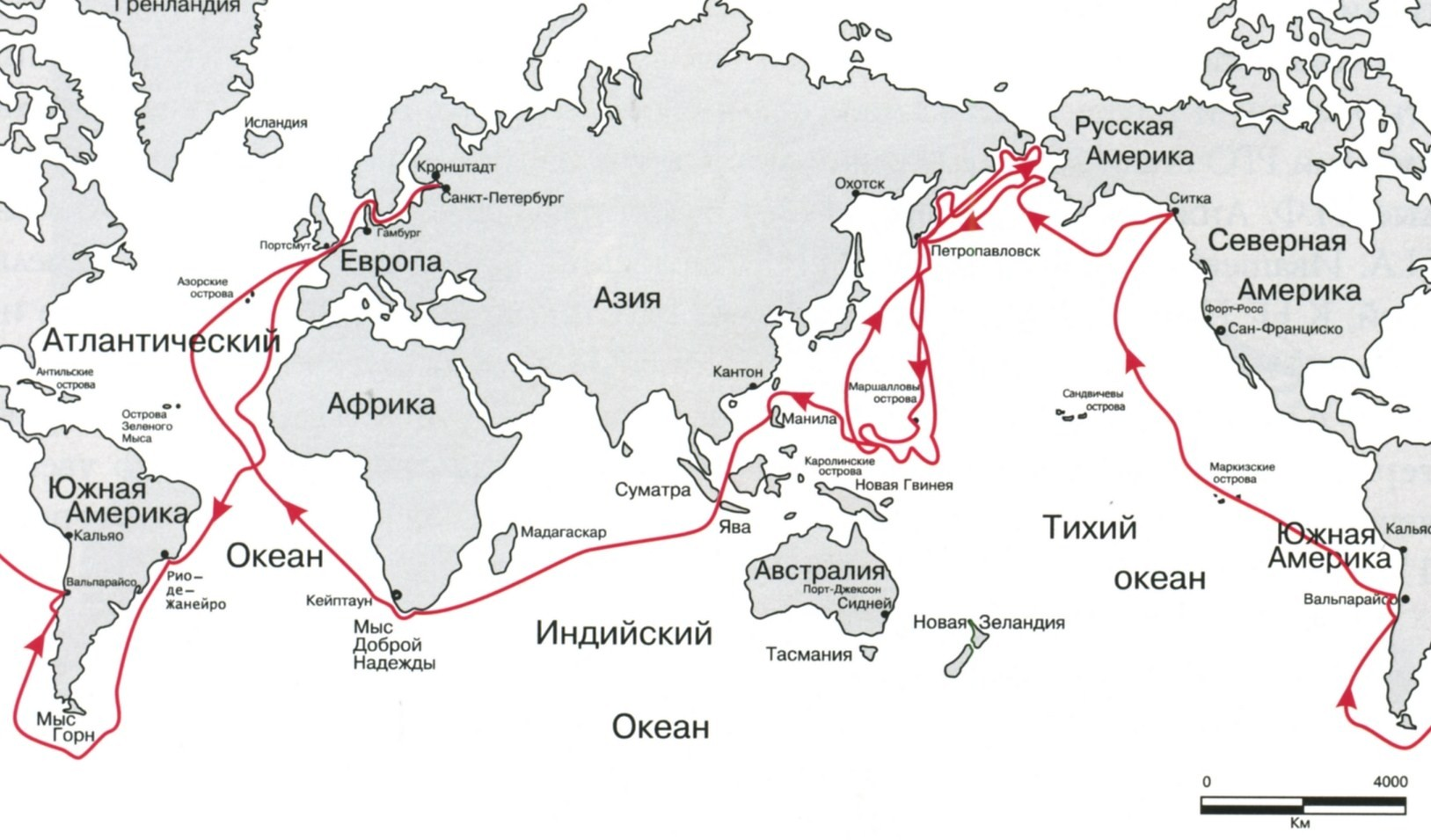
Route der Senjawin 1826–1829

1823 zum Kapitänleutnant befördert, erhielt Lütke 1826 die Leitung der vierten russischen Weltumseglung übertragen, an der sich auch mehrere ausländische Gelehrte beteiligten. Er verließ auf der Korvette Senjawin am 14. August 1826 (in Begleitung der Korvette Moller) Kronstadt, erforschte die russischen Küsten Asiens und Amerikas, entdeckte im Pazifik unter anderem 14 verschiedene Inseln im Gebiet des heutigen Mikronesiens, von denen eine Gruppe den Namen „Senjawin-Inseln“ erhielt. Er kam Ende 1828 nach Manila und traf am 16. September 1829 wieder in Kronstadt ein. Die Beschreibung dieser an Resultaten sehr reichen Expedition veröffentlichte er unter dem Titel: Voyage autour du monde (Paris 1835 ff., 4 Bände mit Zeichnungen von Alexander Postels (1801–1871) und Heinrich von Kittlitz). Nach der Rückkehr wurde Lütke korrespondierendes Mitglied der Kaiserlichen Akademie der Wissenschaften zu Sankt Petersburg.
Lütke erhielt 1829 den Dienstgrad eines Kapitäns ersten Ranges, unternahm ein Jahr später mit zwei Fregatten und einer Brigg eine Übungsfahrt nach Island und wurde 1832 zum Flügeladjutanten des Kaisers und zum Erzieher des Großfürsten Konstantin Nikolajewitsch sowie 1847 zu dessen Kurator ernannt, welche Stellung er bis 1852 bekleidete.

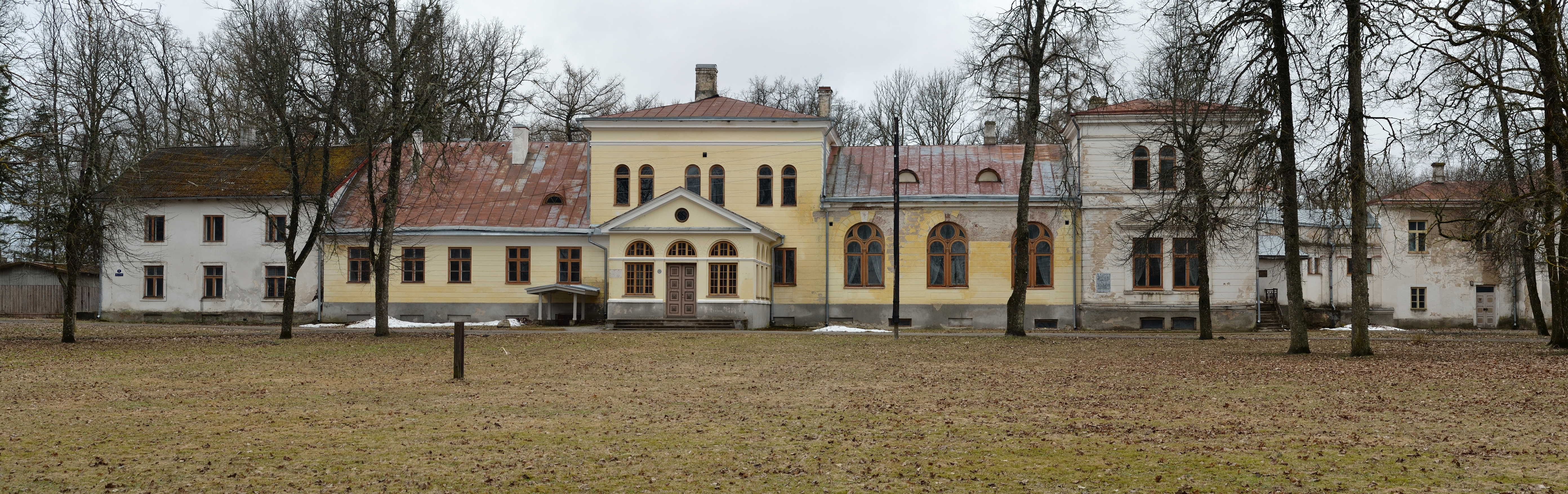
Von Lütkes Herrenhaus in Simuna bei Avanduse, heute Estland

Inzwischen 1842 zum Generaladjutanten und 1845 zum Vizeadmiral der Russischen Flotte befördert, war er 1851–1853 Kriegsgouverneur in Reval, später des Hafens in Kronstadt und trat 1855 als wirklicher Admiral in den Reichsrat. Die Stiftung der Russischen Geographischen Gesellschaft (1845) ist vorzugsweise sein Werk, und er fungierte von 1845 bis 1850 und von 1855 bis 1857 als deren Vizepräsident. Ab 1864 war er Präsident der Petersburger Akademie der Wissenschaften und wurde 1866 in den Reichsgrafenstand erhoben. Er starb 1882 in St. Petersburg.

## Ehrungen und Nachwirkung
Seit 1873 vergibt die Russische Geographische Gesellschaft die Graf-Lütke-Medaille für Leistungen auf dem Gebiet der physischen Geographie. Zu den Preisträgern gehören Alexander Alexandrowitsch Inostranzew (1879), Heinrich von Wild (1883), Alexander von Bunge (1888), Andrei Ippolitowitsch Wilkizki (1891), Stepan Ossipowitsch Makarow (1895), Nikolai Knipowitsch (1902), John Murray (1903) und Leonid Breitfuß (1907).
Nach Lütke sind mehrere geographische Objekte benannt: Die Lütke-Inseln im Nordenskiöld-Archipel, die Lütke-Insel im Archipel Franz-Josef-Land, die Lütke-Insel in der Baidaratabucht der Karasee, ein Kap der Nordinsel Nowaja Semljas, ein weiteres Kap an der Beringstraße, die Lütkeberge auf Nowaja Semlja und der Berg Lütkefjellet auf Edgeøya. Außerdem gibt es noch die Lütkestraße, die zwischen Kamtschatka und der vorgelagerten Insel Karaginski verläuft.
1829 wurde er korrespondierendes Mitglied und 1855 Ehrenmitglied der Russischen Akademie der Wissenschaften in St. Petersburg, vom 23. Februar 1864 bis 25. April 1883 war er Präsident der Akademie. 1861 wurde er als korrespondierendes Mitglied in die Académie des sciences in Paris aufgenommen.
1970 wurde der Mondkrater Litke und 1998 auch der Asteroid (5015) Litke nach ihm benannt. Auch die Pflanzengattung Luetkea aus der Familie der Rosengewächse (Rosaceae) ist nach ihm benannt.

## Werke
- Viermalige Reise durch das nördliche Eismeer auf der Brigg Nowaja Semlja in den Jahren 1821 bis 1824 ausgeführt vom Kapitain-Lieutenant Friedrich Litke. Reimer, Berlin 1835.